# Битюцкий, Пётр Семёнович
Пётр Семёнович Битюцкий (17 июля 1913, Покровка, Астраханская губерния — 13 августа 1941, Киевская область) — политрук Рабоче-крестьянской Красной армии, участник Великой Отечественной войны, Герой Советского Союза (1942).

## Биография
Пётр Битюцкий родился 17 июля 1913 года в селе Покровка Солодовской волости Царевского уезда Астраханской губернии (ныне — Ленинский район Волгоградской области) в крестьянской семье. После окончания неполной средней школы работал завхозом в пионерском лагере. Окончил курсы пропагандистов, был на комсомольской работе в Астрахани. В сентябре 1934 года был призван на службу в Рабоче-крестьянскую Красную армию. В 1937 году Битюцкий окончил 7-ю Сталинградскую военную авиационную школу лётчиков. В 1938 году вступил в ВКП(б). С начала Великой Отечественной войны на её фронтах. К августу 1941 года политрук Пётр Битюцкий был военным комиссаром эскадрильи 66-го штурмового авиаполка 15-й смешанной авиадивизии Юго-Западного фронта. За время своего участие в войне совершил более 50 боевых вылетов, сбил 4 вражеских самолёта.
13 августа 1941 года под Киевом Битюцкий вылетел во главе звена истребителей на сопровождение бомбардировщиков. Прикрывая их от немецких истребителей, обеспечил успешное нанесение бомбового удара по танковой колонне противника. Прикрывая бомбардировщики, Битюцкий вступил в воздушный бой с тремя истребителями «Me-109», сбив одного из них пулемётным огнём. Против ещё одного Битюцкий применил воздушный таран, погибнув при этом сам.
Указом Президиума Верховного Совета СССР «О присвоении звания Героя Советского Союза начальствующему составу Красной армии» от 5 ноября 1942 года за «образцовое выполнение боевых заданий командования на фронте борьбы с немецкими захватчиками и проявленные при этом отвагу и геройство» был удостоен посмертно высокого звания Героя Советского Союза. Также был награждён орденом Ленина.
В честь Битюцкого названа улица в городе Ленинске Волгоградской области.